# 丽水学院
28°27′25″N 119°53′57″E / 28.4570417°N 119.8992393°E

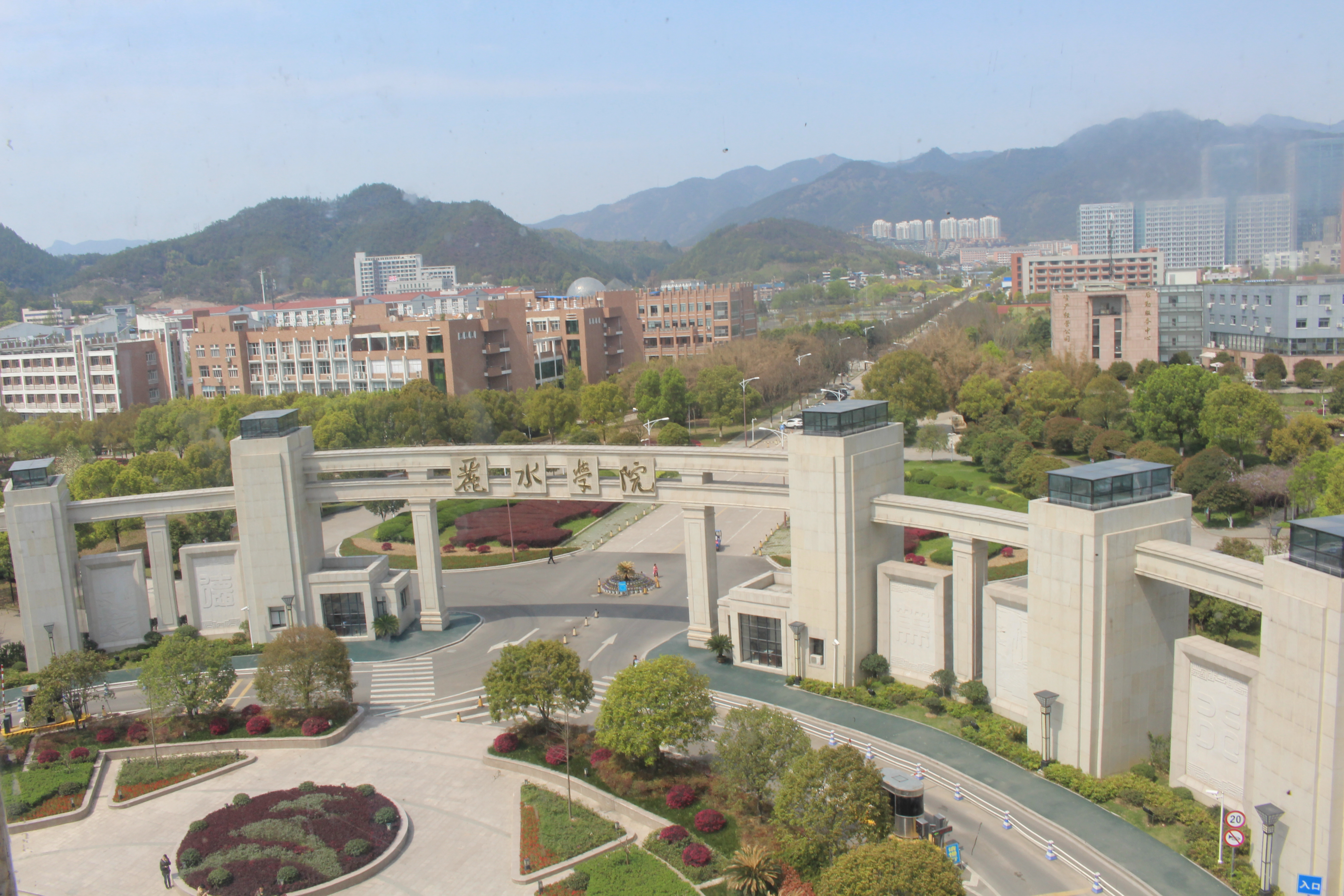
丽水学院校门

丽水学院是位于中华人民共和国浙江省丽水市的一所全日制本科公辦省屬普通高等學校。该校实施浙江省人民政府与丽水市人民政府共建，以丽水市主管的管理体制。
丽水学院的歷史可以追溯到清末創辦的處州師範學堂，歷經中華民國、中華人民共和國時期的多次改制變遷後於2004年升格為本科高校，成為丽水市的第一所本科層次的普通高等學校，逐步建立了綜合性、多科系的教學體制，并具有学士、硕士学位授予权，也招收高职高专学生。2020年，丽水学院有全日制在校生约13,000人；教职工1,100余人，其中擁有正高級職稱者100余人。

## 历史概况
该校历史可以追溯到1907年创办的处州师范学堂。清朝灭亡后，该校于1913年更名为浙江省立第十一师范学校，1937年，日本侵华战争全面爆发后，该校一度停止招生。1939年，在丽水建立了国立英士大学。1945年，日本投降后不久，国民政府在云和县重建浙江省立处州师范学校，1949年，该校从云和县迁至丽水县，中华人民共和国成立后，于1953年易名为丽水师范学校。
1978年4月，浙江省人民政府建立浙江师范学院丽水分校，同年12月，中华人民共和国国务院批准设立丽水师范专科学校。2000年8月，浙江省少数民族师范学校并入丽水师范专科学校。2003年3月，浙江省人民政府批复同意丽水师范专科学校与丽水职业技术学院合并。
2004年，中华人民共和国教育部同意丽水师范专科学校升格为本科层次的丽水学院。2007年3月，丽水卫生学校并入丽水学院，组建了丽水学院医学院。2022年11月，位于同市松阳县的丽水中专并入丽水学院。

## 校园环境
丽水学院现校园占地面积67.2公顷。本部位于丽水莲都区，并被贯通南北校门的学院路为界，分为东、西两个校区。另外在同市的松阳县有一个分校区。校园内植被资源丰富，以亚热带植物资源为主，2016年，校园内有各类植物103种，其中乡土植物品种占87.38%，分属于59科的85个属，以壳斗科、樟科、山茶科、木兰科与金缕梅科树种为多。

## 学术研究

### 学科设置
自2004年丽水学院成立以来，非師範類專業數增加，學科綜合性不斷增強。截至2020年，丽水学院设有8个二级学院，并下设47个本科专业及3个专科专业。其中浙江省级优势专业2个，省级特色专业7个，省级一流本科专业7个，国家和省级专业认证专业2个。2021年，中华人民共和国国务院同意丽水学院成为硕士学位授予学校，该校开设了首批3个专业硕士学位授权点。
| 教学单位名称   | 学科 | 网页 |
| -------------- | --- | ---- |
| 民族学院       | 民族学、汉语言文学、英语、音乐学                                                                                           | ※    |
| 教师教育学院   | 小学教育、学前教育、体育教育                                                                                               | ※    |
| 生态学院       | 应用化学、化学工程与工艺、环境工程、生物制药、生态学、园艺、园林                                                           | ※    |
| 工学院         | 数学与应用数学、物理学、机械设计制造及其自动化、光源与照明、电子信息工程、自动化、计算机科学与技术、数字媒体技术、土木工程 | ※    |
| 医学院         | 护理学、口腔医学、康复治疗学、基础医学                                                                                     | ※    |
| 商学院         | 电子商务、旅游管理、财务管理、国际经济与贸易、国际商务                                                                     | ※    |
| 中国青瓷学院   | 美术学（师范）、摄影、视觉传达设计、环境设计、陶瓷艺术设计、工业设计                                                       | ※    |
| 职业技术学院   | 文秘、社会工作、建筑工程技术（专科层次）                                                                                   | ※    |
| 马克思主义学院 | （主管主管全校學生思想政治教育課程）                                                                                       | ※    |

#### 硕士学位授权学科
| 学科   | 学位类别 | 参考   |
| ------ | -------- | ------ |
| 教育学 | 专业硕士 | [ 11 ] |
| 农学   | 专业硕士 | [ 11 ] |
| 护理学 | 专业硕士 | [ 11 ] |

### 學術資源
丽水学院图书馆成立于1978年创校之初，2004年升格为本科后，文献资源不断增加。2021年，该校图书馆馆藏纸质图书达152万册，期刊2,000余种，电子图书64.3万册。《丽水学院学报》为丽水學院主辦的綜合性學術期刊，其前身为1979年9月30日创办的《教学与研究》，1982年，改名为《丽水师专学报》，1986年成为双月刊，2004年，因学校升格为丽水学院而改现名。
丽水学院依托地理与人文资源优势，创立了中国（丽水）两山学院、丽水市工业技术研究院等教学科研机构。2016年12月，丽水学院成立浙江省特色文创产品数字化设计与智能制造重点实验室，为丽水学院的首个省级重点实验室。2018年2月，丽水学院华侨学院及民族学院成为丽水市第二批“社会科学重点研究基地”，该校也参加丽水市的社会科学界科研活动，整理编辑了《处州文献集成》等典籍，并参与了处州提线木偶、畲族文化、龍泉青瓷等丽水乡土文化遗产的保护。
2020年，丽水学院发表学术论文405篇，其中，部分论文被SCI、一级期刊收录，具有一定的学术价值。

## 校园文化
丽水学院的校训为“明德笃行”，出自《礼记·大学》。该校校歌为《丽水学院之歌》，由孟卫东作曲。
丽水学院通过社团活动、运动赛事等丰富了学生的校园生活。丽水学院的體育水平不斷增強，該校運動隊在第十四届全国大学生运动会、浙江省青少年校园足球联赛等赛事上獲得了良好的成績。该校所在的丽水市畲族人口较多，畲族的传统体育项目在学校得到发展，2013年，中国国家民委、国家体育总局授予丽水学院“全国少数民族传统体育示范基地”称号。

## 著名校友
陈一新：1978年9月至1981年7月就读于丽水师范专科学校物理学专业。1981年7月至1984年1月在丽水师范专科学校物理系任干事、团总支书记。现为中共中央政法委委员、秘书长，国家安全部部长。

## 引用
1. ↑  统计局（2020年）
2. 1 2  浙江在线（2022年）
3. ↑  教育部（2003年）
4. ↑  教育部（2004年）
5. ↑  吴松泉（2011年）
6. 1 2  市府（2022年）
7. 1 2 3 4 5  年鉴（2021年）
8. ↑  谢云等（2017年）
9. ↑  张圣龙等（2016年）
10. ↑  年鉴（2015年）
11. 1 2 3 4  浙江在线（2021年）
12. ↑  年鉴（2018年）
13. 1 2  年鉴（2017年）
14. ↑  图书馆（1994年）
15. ↑  施强（2004年）
16. ↑  百期（1998年）
17. ↑  年鉴（2016年）
18. ↑  社科（2021年）
19. ↑  社科（2019年）
20. ↑  剑瓷（2022年）
21. ↑  标识（2016年）
22. ↑  中央政府（2013年）
23. ↑  校友（2018年）